# Ruolo marescialli
Il ruolo marescialli è il ruolo apicale della categoria dei sottufficiali delle forze armate italiane e delle forze armate russe.
 Quello di maresciallo è un grado militare equivalente al codice di grado NATO OR-8/OR-9 (Denominazione NATO appartenuta al grado di maresciallo ordinario prima 1995). Attualmente si possono dividere tra "nuovo iter", "vecchio iter" e “iter biennale” (come specificato nel bando concorsuale).
Non va confuso con il grado di Maresciallo di forze armate di altri paesi, dove fa parte del ruolo degli ufficiali generali.

## Storia

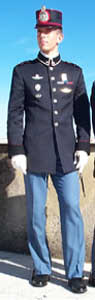
Un allievo maresciallo dell'Esercito in alta uniforme

Il grado in Italia fu inizialmente previsto unicamente per i marescialli d'alloggio dei Carabinieri Reali. Nel 1902 venne istituito per il Regio Esercito. Il grado era unico e superiore a quello di furiere maggiore. Successivamente nel 1907 i gradi di furiere e furiere maggiore vennero aboliti ed il grado di maresciallo venne diviso in tre classi: maresciallo di 1ª, 2ª e 3ª classe che vennero poi rinominati rispettivamente  Maresciallo maggiore, Maresciallo capo e Maresciallo ordinario. I distintivi di grado vennero regolati solamente il 22 gennaio 1907 da una circolare. Nella Regia Marina i gradi equiparati erarno quelli di capo di 1ª, 2ª e 3ª classe.
All'entrata in guerra dell'Italia nel primo conflitto mondiale i gradi di Maresciallo ordinario, Maresciallo capo e Maresciallo maggiore divennero rispettivamente Maresciallo di compagnia, Maresciallo di battaglione e Maresciallo di reggimento. Nel 1916 venne istituito il grado di "aiutante di battaglia", raggiungibile sia dai sottufficiali che dalla truppa unicamente per meriti di guerra, indipendentemente dal grado rivestito in precedenza.
Nelle Forze Armate (Esercito, Marina, Aeronautica) la categoria sottufficiali è costituita dal ruolo marescialli e dal ruolo sergenti. Per l'Arma dei Carabinieri la categoria sottufficiali è stata abrogata in seguito al decreto legislativo n. 67 del 28 febbraio 2001. Il corso di formazione è triennale (fino al 2010 era biennale) per i marescialli ed un corso di aggiornamento trimestrale per i brigadieri. I marescialli dell'Arma dei Carabinieri conseguono la laurea in "scienze giuridiche della sicurezza" presso l'Università degli studi di Firenze.
Anche per la Guardia di Finanza la categoria sottufficiali è stata abrogata in seguito al decreto legislativo n. 67 del 28 febbraio 2001. L'accesso al grado di maresciallo avviene per il 70% da concorso pubblico e per il 30% da concorso interno. I vincitori di concorso pubblico sono avviati alla frequenza di un corso triennale presso la Scuola Ispettori e Sovrintendenti della Guardia di Finanza di L'Aquila dove, al termine del secondo anno di studi acquisiscono il grado di maresciallo e al termine del terzo conseguono la laurea triennale in "Operatore Giuridico d'Impresa" presso l'Università degli studi dell'Aquila. I vincitori di concorso interno sono già appartenenti al Corpo e sono avviati alla frequenza di un corso non inferiore a 9 mesi presso il suddetto Istituto di formazione.
In seguito alla recente riforma dei vertici militari e quella dell'Università, i marescialli che saranno impiegati in qualità di infermieri presso i vari corpi sanitari conseguono presso gli atenei convenzionati la laurea triennale in infermieristica.
L'alimentazione del ruolo è per il 70% per mezzo di concorso pubblico aperto a cittadini maggiorenni in possesso del diploma di istruzione secondaria che consenta l'iscrizione ai corsi universitari, mentre il rimanente 30% è riservato ad un concorso interno ad ogni forza armata con posti riservati ai sergenti e ai volontari in servizio permanente diplomati.

## Funzioni
Al personale appartenente al ruolo dei marescialli sono attribuite funzioni che richiedono una adeguata preparazione professionale. In tale ambito essi:
- sono di norma preposti ad unità operative, tecniche, logistiche, addestrative e ad uffici;
- svolgono, in relazione alla professionalità posseduta, interventi di natura tecnico-operativa nonché compiti di formazione e di indirizzo del personale subordinato;
- espletano incarichi la cui esecuzione richiede continuità d'impiego per elevata specializzazione e capacità di utilizzazione di mezzi e strumentazioni tecnologicamente avanzate.

Al personale che riveste il grado di primo maresciallo sono attribuite funzioni che implicano un maggior livello di responsabilità, sulla base delle esigenze tecnico-operative stabilite in sede di definizione delle strutture organiche degli enti e delle unità.
In tale contesto i primi marescialli:
- sono i diretti collaboratori di superiori gerarchici che possono sostituire in caso di impedimento o di assenza;
- assolvono, in via prioritaria, funzioni di indirizzo o di coordinamento con piena responsabilità per l'attività svolta.

I marescialli comandano di norma unità militari fino a livello plotone o equivalente, ovvero ricoprono ruoli tecnici di altissima specializzazione e professionalità nell'ambito dei corpi tecnici, ovvero presso la Marina militare e presso l'Aeronautica. Proprio presso l'Aeronautica va ricordato l'importantissimo ruolo dei marescialli nelle attività di Controllore della Difesa Aerea, Controllore del Traffico Aereo, nonché come capo meccanico dei reparti di manutenzione degli aeromobili.
I marescialli dell'esercito italiano, della marina militare e dell'aeronautica svolgono un corso di formazione biennale (più un anno applicativo) al termine del quale ottengono una laurea triennale in Scienze organizzative e gestionali presso l'Università di Viterbo con indirizzo variabile a seconda della forza armata di provenienza.

## Gradi
I gradi del ruolo marescialli sono, nell'ordine:
| Stato di servizio                        | Esercito Italiano     | Marina Militare        | Aeronautica Militare     | Arma dei Carabinieri         | Guardia di Finanza            |
| ---------------------------------------- | --------------------- | ---------------------- | ------------------------ | ---------------------------- | ----------------------------- |
| Al termine dei primi due anni di studio. | maresciallo           | capo di terza classe   | maresciallo di 3ª classe | maresciallo                  | maresciallo                   |
| Dopo due anni nel grado                  | maresciallo ordinario | capo di seconda classe | maresciallo di 2ª classe | maresciallo ordinario        | maresciallo ordinario         |
| Dopo sei anni nel grado                  | maresciallo capo      | capo di prima classe   | maresciallo di 1ª classe | maresciallo capo             | maresciallo capo              |
| A concorso tra i Marescialli capo        | 1º maresciallo        | 1º maresciallo         | 1º maresciallo           | maresciallo maggiore         | maresciallo aiutante          |
| Dopo 15 anni nel grado                   | luogotenente          | luogotenente           | luogotenente             | luogotenente                 | luogotenente                  |
|                                          | primo luogotenente    | primo luogotenente     | primo luogotenente       | luogotenente carica speciale | luogotenente cariche speciali |

## Unione Sovietica e Russia
Nelle forze armate della Federazione Russa e in precedenza nelle Forze armate sovietiche i gradi di praporščik e staršij praporščik nell'esercito sovietico e poi in quello russo e nell'Aeronautica sovietica e poi in nella Aeronautica militare della Federazione Russa ed i gradi di mičman e staršij mičman nella Marina Sovietica e poi nella Marina della Federazione Russa, sono paragonabili al ruolo marescialli delle forze armate italiane. Secondo una diversa interpretazione dei gradi, tali gradi possono considerarsi intermedi tra i sottufficiali e gli ufficiali subalterni, paragonabili ai warrant officers delle forze armate americane, al luogotenente, o alla categoria italiana ad esaurimento del Corpo unico degli specialisti della Marina Militare (precedentemente noto come Ruolo degli ufficiali del Corpo equipaggi militari marittimi), e del Ruolo unico degli specialisti dell'Aeronautica Militare.